# Hermann von Pillersdorff

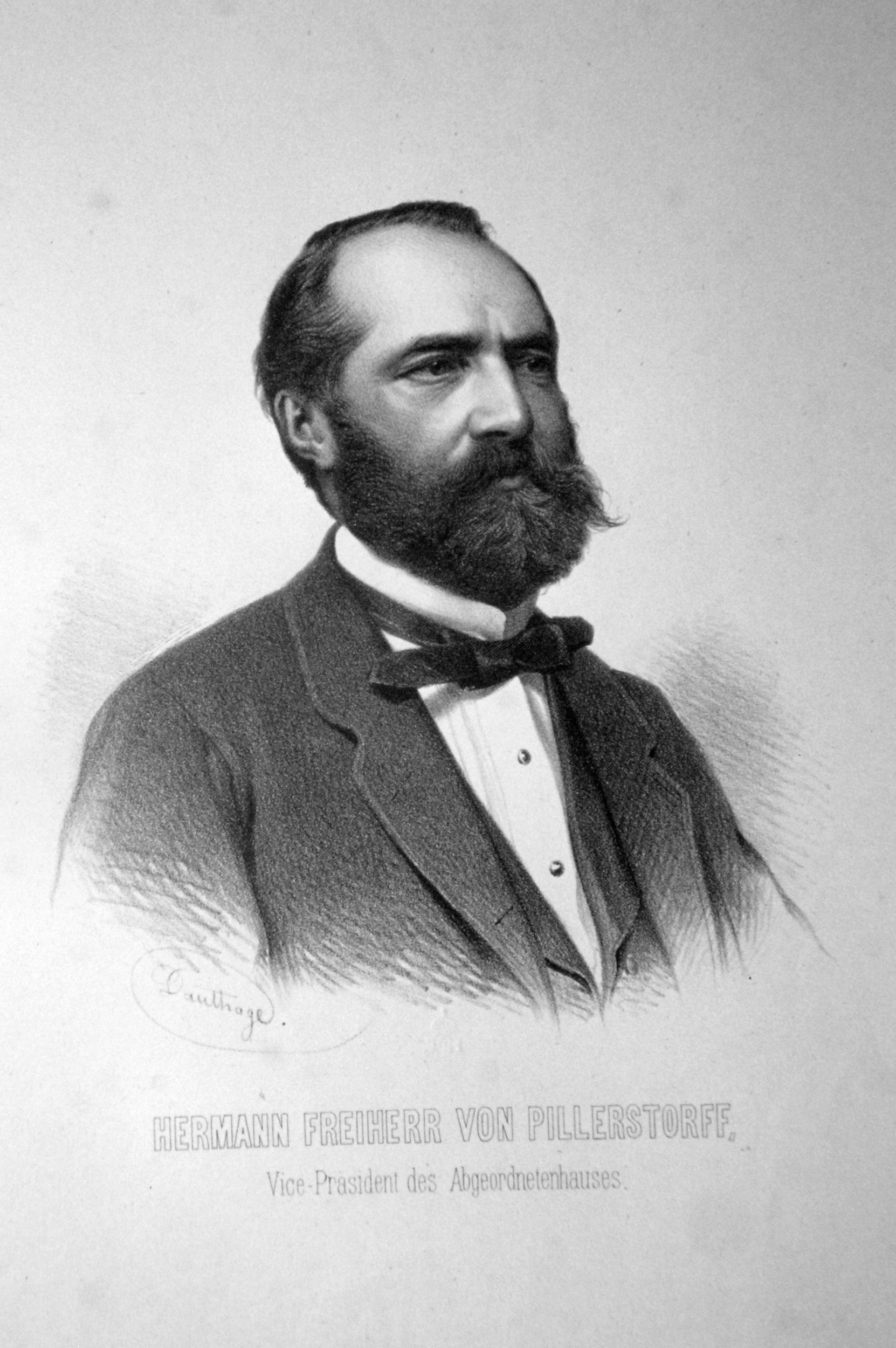
Hermann von Pillersdorff, um 1880

Hermann Freiherr von Pillersdorff (mit diversen Schreibweisen Herrmann, Pillerstorff, Pillerstorf, Pillersdorf) (* 15. Dezember 1817 in Biskupice (heute ein Ortsteil der Gemeinde Biskupice-Pulkov, Okres Třebíč, Mähren); † 30. Mai 1887 in Wien) war Landespräsident von Österreichisch Schlesien und Abgeordneter zum Österreichischen Abgeordnetenhaus.

## Leben
Hermann von Pillersdorff war Sohn des Gutsbesitzers und Finanz-Oberkommissärs Anton Freiherr von Pillersdorff († 1869). Er besuchte von 1827 bis 1828 ein Gymnasium in Znaim (Mähren) und ging von 1828 bis 1839 auf das Theresianum in Wien. Er wurde 1842 Kreiskommissär, 1847 Gubernialsekretär und 1850 Bezirkshauptmann in Brünn (Mähren). 1854 wurde er Statthaltereirat und Komitats-Vorsteher in Trentschin (damals zu Ungarn, heute zur Slowakei gehörend). Im Jahr 1860 ging er in Disposition, wurde 1863 Leiter des Landespräsidiums von Österreichisch Schlesien und 1866 wurde er in den zeitlichen Ruhestand versetzt. 1868 wurde er Landespräsident von Österreichisch Schlesien. Im Jahr 1870 wurde er nach einer Abstimmung im Reichsrat, in der er (gemeinsam mit Josef Freiherr von Lasser und Adolf Freiherr von Poche) gegen die Regierung Potockis stimmte, pensioniert. Er starb im Alter von 69 Jahren in Wien.
Er war ab 1855 Besitzer des Gutes Branek (Mähren) sowie ab 1872 des Gutes Patzau (Böhmen), das er allerdings 1878 wieder verkauft hat. Er war Ritter des Franz-Joseph-Ordens und Ehrenbürger der Stadt Troppau.
Von 1864 bis 1873 war er Mitglied im schlesischen Landtag (als Abgeordneter des Großgrundbesitzes) und von 1873 bis 1877 Mitglied im Mährischen Landtag (III. Wahlperiode).
Er war römisch-katholisch und ab 1849 verheiratet mit Adolfine Klein von Wisenberg, mit der er zwei Töchter und zwei Söhne hatte. Er war der Neffe von Franz Freiherr von Pillersdorff und der Schwiegervater von Hubert Freiherr von Klein und von Hans Huber (1850–1927), beides Großgrundbesitzer und Mitglieder des Mährischen Landtags.

## Politische Funktionen
Hermann von Pillersdorff war vom 12. November 1864 bis zum 22. Mai 1879 Abgeordneter des Abgeordnetenhauses im Reichsrat (I., II., III., IV. und V. Legislaturperiode) und war dort in der I., II., III. und IV. Legislaturperiode für die Kurie Schlesien, Großgrundbesitz zuständig. Er war der Nachfolger des zurückgetretenen Richard Graf Belcredi. Während der V. Legislaturperiode war er für die Kurie Mähren, Großgrundbesitz zuständig. Vom 10. November 1873 bis zum 17. Mai 1879 war er Zweiter Vizepräsident des Abgeordnetenhauses.

## Klubmitgliedschaften
Hermann von Pillersdorff war vom 19. Juni 1867 bis zu dessen Auflösung Ende September 1867 im Herbst-Kaiserfeld'schen Klub, ab dem 17. Januar 1872 im Klub der Verfassungspartei und ab 1873 im Klub des Zentrums (Verfassungstreuer Großgrundbesitz).